# Kardos Tibor
| Kardos Tibor                              | Kardos Tibor                              |
| Kattints az alábbi külső linkek egyikére! | Kattints az alábbi külső linkek egyikére! |
| ----------------------------------------- | ----------------------------------------- |
| Nem található szabad kép.(?)              |                                           |
| külső link · jogvédett                    | Kardos Tibor fényképe                     |

Kardos Tibor (Budapest, 1908. augusztus 2. – Budapest, 1973. december 20.) Kossuth-díjas irodalomtörténész, filológus, italianista, műfordító, az irodalomtudomány doktora, a Magyar Tudományos Akadémia rendes tagja. Kutatásai elsősorban a középkori magyarországi humanista műveltségre és reneszánsz irodalomra, valamint az itáliai és európai reneszánsz művészeti és szellemi áramlataira irányultak. Műfordítói tevékenysége során a humanizmus jelentős irodalmi alkotásait és bölcseleti munkáit ültette át magyarra. 1950-től 1973-ig az Eötvös Loránd Tudományegyetem Bölcsészettudományi Kar Romanisztikai Intézet Olasz Nyelvi és Irodalmi Tanszékének vezetője volt.

## Életútja
Budapesten született Kardos Brunó (1877–1952) grafikus, festőművész és Simon Ilona gyermekeként. Apai nagyszülei Kohn Fülöp és Krausz Cecília (1821–1900), anyai nagyszülei Simon Károly és Horváth Ilona voltak. A Budapesti III. Kerületi Magyar Királyi Állami Főgimnáziumban 1918-1919-ben a II.a., (magántanuló), 1926-ban érettségizett. 1926-tól 1928-ig a pécsi Erzsébet Tudományegyetem hallgatója volt, majd a Római Magyar Akadémia ösztöndíjával 1928–1929-ben a La Sapienza Egyetemen folytatta tanulmányait. 1930-ban a pécsi egyetemen szerezte meg bölcsészdoktori oklevelét, majd 1931–1932-ben ismét a római egyetemen tanult tovább. 1932-ben latin–olasz szakos tanári képesítését is megszerezte, s egy tanéven át a pécsi egyetem olasz intézetében volt díjtalan gyakornok. 1933-tól 1946-ig a fővárosi Berzsenyi Dániel Gimnáziumban oktatott, eleinte mint óraadó tanár, 1936-tól helyettes tanári, 1944 után rendes tanári címmel. Ezzel párhuzamosan 1936-ban az olasz–magyar humanista kapcsolatok tárgyköréből habilitált és magántanár lett a pécsi Erzsébet Egyetemen, illetve 1936 és 1942 között a budapesti Pázmány Péter Tudományegyetemen hirdetett humanista forrásismereti szemináriumokat. A pécsi egyetem tanárképző tanfolyamán rövid ideig, 1945–1946-ban klasszika-filológiai, olasz irodalmi és középkori magyar irodalomtörténeti előadásokat is tartott.
1946-ban nevezték ki a Római Magyar Intézet igazgatójává, feladata az olasz–magyar kulturális kapcsolatok fejlesztése volt. Egyidejűleg 1947–1949-ben a La Sapienza Egyetemen a magyar nyelv és irodalom nyilvános rendes tanáraként oktatott. 1950-ben hazatért, s közel negyed évszázadon át, 1973-ban bekövetkezett haláláig vezette a budapesti Eötvös Loránd Tudományegyetem olasz nyelvi és irodalmi tanszékét docensként, majd 1951-től egyetemi tanárként. 1955–1956-ban a nyelv- és irodalomtudományi kar dékáni tisztét is betöltötte. 1952-ben védte meg doktori értékezését, amivel az irodalomtudomány doktora címet nyerte el. Másodállásban 1953 és 1956 között az MTA Irodalomtörténeti Dokumentációs Központ, annak átalakítása után, 1956–1957-ben pedig az MTA Irodalomtörténeti Intézet világirodalmi osztályának vezetője volt.

## Munkássága
Irodalomtörténeti kutatásai középpontjában a magyarországi humanista műveltsége és reneszánsz irodalma állt. Behatóan foglalkozott Janus Pannonius életművével, az Anjou-királyok, I. Mátyás és a Jagellók reneszánsz udvari kultúrájával. Tanulmányozta a reneszánsz kori Magyarország általános műveltségi viszonyait meghatározó deákirodalmat, plebejus politikai ideológiai áramlatokat és a huszita hatást mutató vallásos irodalmat. Lefordította Janus Pannonius több költeményét és előkészítette műveinek kritikai kiadását (1972), ezzel nagymértékben hozzájárult a humanista költő irodalmi jelentőségének újbóli felismeréséhez. Emellett magyarra ültette Galeotto Marzio Mátyás királynak kiváló, bölcs, tréfás mondásairól és tetteiről szóló könyv és Brodarics István Igaz leírás a magyaroknak a törökökkel Mohácsnál vívott csatájáról című műveit. Tanulmányaiban kitért a középkori magyar irodalom antik hagyományainak feltárására, foglalkozott Kálti Márk Képes krónikájával és az Árgírus-széphistóriával is. 1954-ben megtartott akadémiai székfoglalója Az Árgirus-széphistória címmel hangzott el, ez 1967-ben monográfiává bővülve jelent meg. Feltárta a magyar drámairodalom és színjátszás korai történetét, s kiemelten tanulmányozta a költő Zrínyi Miklós munkásságát.
Tudományos érdeklődése kiterjedt az itáliai–magyar humanista művelődési kapcsolatok múltjára, az itáliai reneszánsz nagy alakjainak munkásságára is (Dante Alighieri, Petrarca, Boccaccio, Salutati, Alberti, Mirandola, Machiavelli és mások). Több humanista gondolkodó művét ültette át magyarra, így például Morus Tamás (Utópia, 1943), Leonardo da Vinci (Válogatott írások, 1953; Tudomány és művészet, 1960), Petrarca (Petrarca levelei, 1962) és Rotterdami Erasmus (A balgaság dicsérete, 1958) munkáit. Kezdeményezésére és támogatásával valósult meg 1954-ben Boccaccio Dekameronjának, majd 1964-ben válogatott munkáinak, 1962-ben pedig Dante műveinek magyar nyelvű kiadása. Jegyzetekkel ellátva 1957-ben újra kiadta Dante Isteni színjátékának Babits-féle fordítását. Az újabb korok olasz irodalmi áramlatait is kutatta, szerkesztőként vagy áttekintő utószavak szerzőjeként részt vett több 19–20. századi szerző magyar nyelvű kiadásainak előkészítésében (Alessandro Manzoni, Giosuè Carducci, Elio Vittorini és mások). Az említetteken túlmenően a nevéhez fűződik a középkori vágáns versgyűjtemény, a Carmina Burana 1960-as válogatásának sajtó alá rendezése.
1947–1948-ban az olasz nyelvű Janus Pannonius, 1955–1957-ben az Irodalmi Figyelő, 1955-től haláláig a Filológiai Közlöny szerkesztésében vett részt. Ő írta a Világirodalmi lexikon több olasz irodalmi szócikkét.

## Társasági tagságai és elismerései

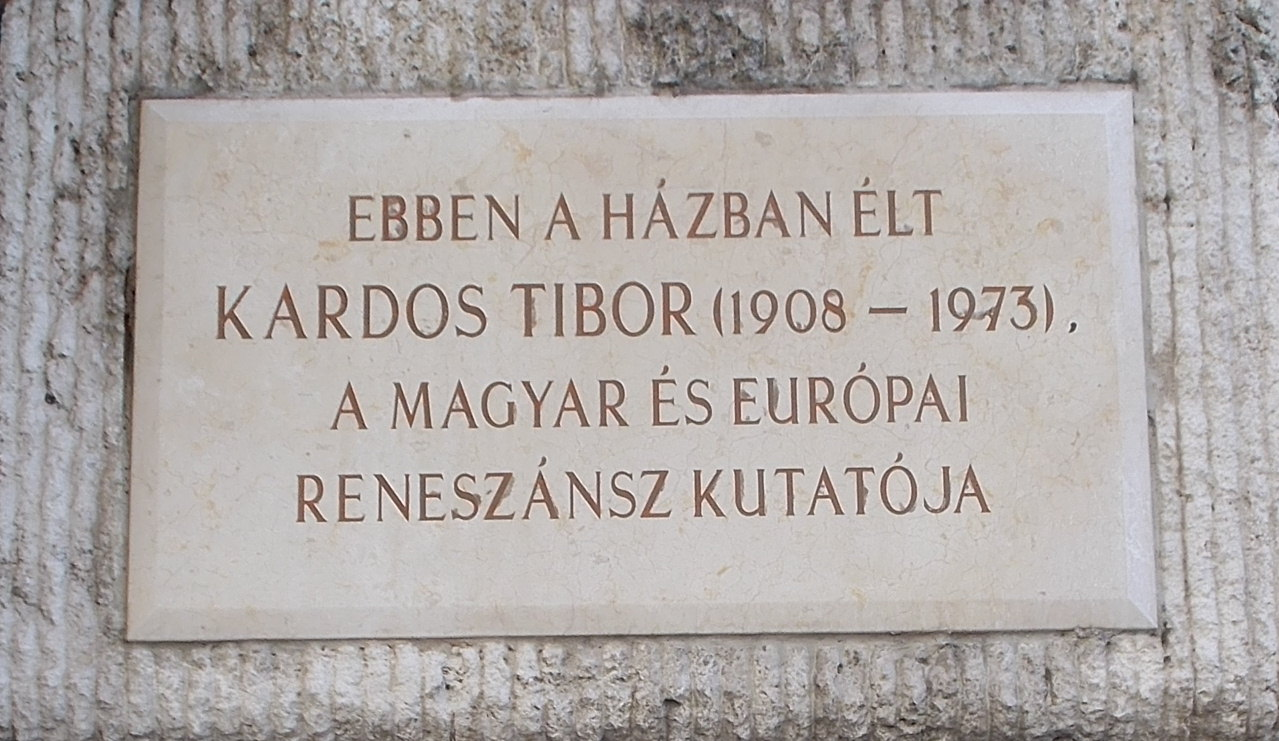
Emléktáblája Budapest V. kerületében

1953-ban a Magyar Tudományos Akadémia levelező, 1973-ban rendes tagjává választották. 1962-től alelnökként vett részt a Magyar Irodalomtörténeti Társaság munkájában. Nemzetközi elismertségét tanúsítja, hogy 1966-tól alelnöke volt az Italianisták Nemzetközi Szövetségének (Associazione internazionale per gli studi di lingua e letteratura italiana), 1970-től haláláig pedig elnökként irányította a társaság munkáját. Emellett 1960-tól tagja volt a velencei székhelyű Európai Művelődési Társaság (Società europea di cultura) végrehajtó bizottságának, 1964-től külső tagja a római Accademia dell’Arcadia olasz irodalmi társaságnak, 1971-től a padovai Centro Petrarchesco tudományos tanácsának, 1972-től tiszteleti tagja a román Ovidianumnak.
Tudományos érdemei elismeréseként 1956-ban Kossuth-díjat kapott, emellett kitüntették az Olasz Nemzeti Dante-bizottság aranyérmével is.

## Főbb művei
- A laikus mozgalom magyar bibliája. Budapest, 1931.
- Callimachus: Tanulmány Mátyás király államrezonjáról. Budapest, 1931.
- Zrínyi, a költő. Budapest, 1932.
- Stílustanulmányok Mátyás király kancelláriájáról. Pécs, 1933.
- A virtuális Magyarország. Budapest, 1934.
- Néhány adalék a magyarországi humanizmus történetéhez. Pécs, 1933.
- Magyar reneszánsz írók. Szerk., Budapest, 1934.
- Janus Pannonius bukása. Pécs, 1935.
- Reneszánsz királyfiak neveltetése. Budapest, 1935.
- A magyar humanizmus kezdetei. Pécs, 1936.
- Che cosa fu l’umanesimo ungherese? Roma, 1937.
- Az Albertiek édenkertje. Budapest, 1937.
- Kálti Márk Képes Krónikája. Budapest, 1938.
- Deákműveltség és magyar renaissance. Budapest, Egyetemi ny., 1939, 92 p.
- Mátyás király és a humanizmus. in: Mátyás király emlékkönyv. Budapest, Franklin, 1940, 11–105. p.
- Középkori kultúra, középkori költészet: A magyar irodalom keletkezése. Budapest, Magyar Történelmi Társulat, 1941, 290 p.
- Mattia Corvino re umanista. Firenze, 1941.
- L’Ungheria negli scritti degli umanisti italiani. Budapest, 1941.
- A magyarság antik hagyományai. Budapest, 1942.
- Le tradizioni classiche in Ungheria. Budapest, 1944.
- Caratteri ed aspetti dell’umanismo ungherese. Roma, 1947.
- A magyar humanizmus kérdései. in: Az MTA Nyelv- és Irodalomtudományi Osztályának Közleményei 1953. 149–231.
- A huszita biblia keletkezése. Budapest, Akadémiai, 1953, 58 p.
- A magyar vígjáték kezdetei. in: Emlékkönyv Kodály Zoltán 70. születésnapjára. Szerk. Szabolcsi Bence, Bartha Dénes. Budapest, Akadémiai, 1953, 133–167. p.
- A magyarországi humanizmus kora. Budapest, Akadémiai, 1955, 463 p.
- A régi magyar színjátszás néhány kérdéséhez. Budapest, Akadémiai, 1955, 47 p.
- Dante alkotó képzelete. Budapest, Akadémiai, 1956, 44 p.
- Renaissance tanulmányok. Budapest, Akadémiai, 1957, 542 p.
- A magyar színjáték kezdetei. Budapest, Színháztudományi Intézet, 1960, 143 p.
- Régi magyar drámai emlékek I–II. Budapest, Akadémiai, 1960. (Dömötör Teklával)
- A renaissance Magyarországon. Budapest, Szépirodalmi, 1961, 686 p.
- Dante, Petrarca, Boccaccio: Művészéletrajzok. Budapest, Gondolat, 1963, 174 p.
- Dante humanizmusa a középkor és a renaissance között. in: Dante a középkor és a renaissance között. Szerk. Kardos Tibor. Budapest, Akadémiai, 1966, 13–104.
- A Dante-kép változásai Babits óta. in: Budapest, Akadémiai, 1966, 634–667.
- Studi e richerche umanistiche italo-ungheresi. Debrecen, Alföldi ny., 1967, 143 p.
- Az Árgirus-széphistória. Budapest, Akadémiai, 1967, 415 p.
- Janus Pannonius: Egy költői életpálya. Budapest, 1972.
- Az olasz irodalom története a kezdettől a XVI. sz. végéig I–II. Budapest, Tankönyvkiadó, 1969, 136 + 199 p.
- Élő humanizmus: Irodalmi tanulmányok, arcképek, vázlatok. Budapest, Magvető, 1972, 653 p. = Elvek és Utak.
- Az emberség műhelyei. Budapest, Szépirodalmi, 1973, 516 p.
- Ki volt Mátyás király? Budapest, Magvető, 1983, 65 p. = Gondolkodó Magyarok.

## Díjai, elismerései
- Kossuth-díj (1956)[6]